# Duszniki-Zdrój
Duszniki-Zdrój este un oraș în Polonia.